# 攝影分離派小藝廊

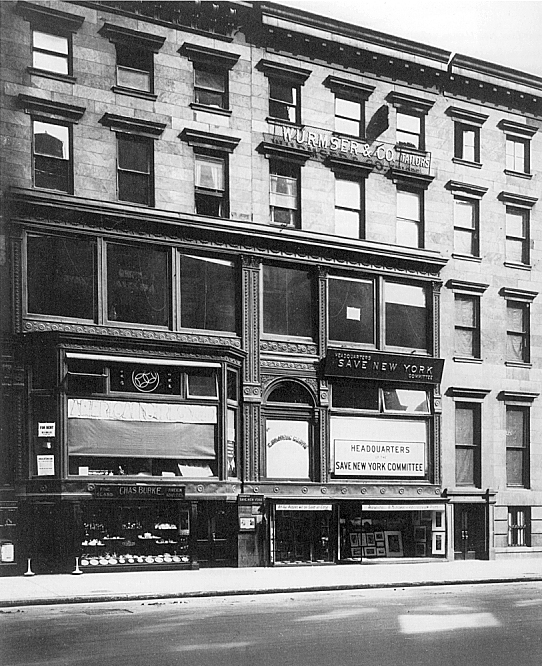
1913年紐約第五大道291號

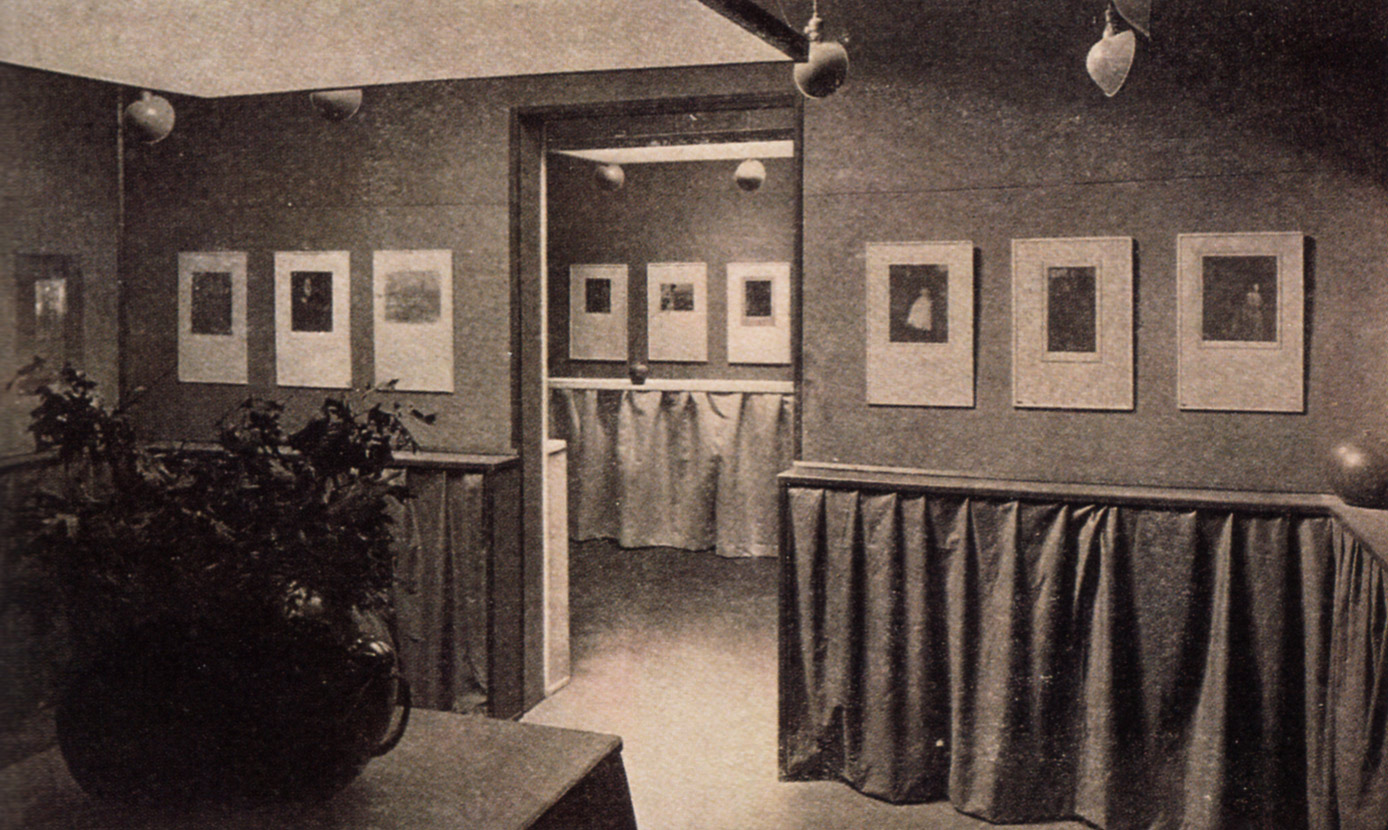
1906年展出攝影之母葛忒茹德·卡瑟比爾的作品當中

攝影分離派小藝廊（常簡稱為291藝廊）是一家在1905年11月到1917年間，位於紐約市的迷你攝影藝廊，由知名的美國攝影師阿爾弗雷德·史蒂格利茲與愛德華·史泰欽合開。

## 簡述

### 美國現代攝影史
此藝廊在美國現代攝影史上具有重要的歷史意義，是美國藝術攝影的推廣先鋒。特別是引進了歐洲畫意攝影主義，由於史蒂格利茲在美國攝影雜誌《相機作品》上的推廣，促成了此藝廊的成立。也將美國繪畫與雕塑，帶入了現代主義的潮流。此藝廊可能是世界上第一個專以藝術攝影為主的展覽藝廊，但有時也會展出現代繪畫與雕塑的作品。當時藝廊的經費多來自雜誌銷售和史蒂格利茲自己的存款。

### 展覽歷程
史蒂格利茲成立此藝廊之後，陸續將當時許多美國人還不熟悉的歐洲現代藝術大師作品，引進到美國展覽，包括了雕塑家羅丹的人體素描、水彩作品；野獸派的馬蒂斯第一次個展；亨利·盧梭、保羅·塞尚以及畢卡索的作品。
在291藝廊的後期，史蒂格利茲特別推動了一些年輕的美國藝術家個展，諸如約翰·馬林、阿瑟·畢傑·查理、貝絲·比爾曼、亞瑟·德夫、安德魯·達斯博格、奧斯卡·布魯姆納等人；其中最重要的可能是1920年代美國女畫家喬治亞·歐姬芙的個展。

### 結束與延續
此藝廊位於紐約市第五大道291號的頂樓，在1905年時，也是史蒂格利茲的住家，某些時後也作為一些藝術家和作家的聚會場所。僅管1917年藝廊在經濟壓力下關閉，但史蒂格利茲日後在1925年到1929年間經營的無限藝廊；還有1929年到1947年間的美國之地藝廊，都延續了藝術攝影藝廊的風格。

## 外部連結
- 291藝廊簡史 （页面存档备份，存于） - 英語
- 史蒂格利茲的現代視野 - 中文